# Sara Paxton
Sara Paxton (25 de abril de 1988), é uma atriz e cantora estadunidense. Nasceu e cresceu na Califórnia e desde pequena fazia papéis pequenos em séries de TV e filmes, mas foi em 2004 que começou a ter uma certa notoriedade. Estrelou filmes como Sleepover, Aquamarine e Return to Halloweentown, e foi indicada ao Emmy pelo papel na série Darcy's Wild Life.  Atuou também na música, e lançou em 2007 o seu primeiro CD, intitulado From Sara With Love, pela gravadora EMI.

## Biografia
Sara Paxton, nasceu em 25 de abril de 1988, em Woodland Hills, Los Angeles, Califórnia, no que ela descreveu como "uma família muito misturada". Seu pai, Steve Paxton, é um empresário da Irlanda, com descendência de outros países europeus, também é parente distante do ator Bill Paxton. Sua mãe, Lucia, é uma dentista judia de Monterrei, que se enraizou em Ciudad Acuña, México. A mãe de Paxton é judia e seu pai se converteu ao judaísmo após se casar com sua mãe. Ambos são dentistas.
Durante sua infância, Paxton fazia shows e queria atuar, às vezes ela se vestia com traje e vinha da escola como um personagem particular. Ela cresceu em San Fernando Valley, optando por participar de uma escola pública, em vez de aceitar o ensino doméstico. Paxton se formou no colegial em maio 2006.

## Carreira
Sara atua desde 1997. No início aparecia em musicais locais, para depois chegar à comerciais de TV. Seu primeiro papel foi em 1997, na comédia O Mentiroso estrelada por Jim Carrey. No fim da década de 90 e início dos anos 2000, apareceu em pequenas atrações, para depois ter seu papel fixo em Greetings from Tucson, e depois apareceu em Lizzie McGuire, do Disney Channel, como ex-presidente de classe da escola de Lizzie. Em 2003 fez um filme em 3-D e participou de C.S.I.: Las Vegas, como Lana. Seu maior papel foi no filme Sleepover, que foi aos cinemas americanos em julho de 2004. Também fez alguns episódios de Summerland.
Em 2005, passou três meses na Austrália, filmando Aquamarine, onde contracena com Emma Roberts e JoJo. Paxton disse que sentiu um "poder feminino" enquanto filmava Aquamarine, pois no set havia muitas mulheres e poucos homens. O filme foi bem aceito e arrecadou US$ 7.500.000,00 em seu fim-de-semana de estréia. Sara diz inspirar-se em Reese Witherspoon para interpretar. Para Aquamarine, gravou a música Connected, versão em inglês da música Tenerte Y Quererte/Querer-Te do RBD.Em 2008, fez uma participação especial na série do Disney Channel, Os Feiticeiros de Waverly Place, como Millie. Em 2009, Sara fez uma aparição especial na série Disney Channel, J.O.N.A.S!, juntamente com os Jonas Brothers, como "Fiona Skye".

### Carreira musical
Sara também já gravou músicas. Sua versão da música "Connected" foi gravada para a trilha sonora de Aquamarine. "I Need a Hero" foi gravada para o filme Superhero Movie, de 2008.

## Filmografia
- Lovestruck: The Musical (2013) - Mirabella Hutton
- The Bounceback (2013) - Kara
- The Innkeepers (2011) - Claire.
- Shark Night 3D (2011) - Sara.
- The Last House on the Left (2009) – Mari Collingwood.
- Superhero Movie (2008) (Super-Herói, O filme) – Jill Johnson.
- Sydney White (2007) – Rachel Witchburn.
- The Party Never Stops: Diary of a Binge Drinker (2007) – Jesse Tanner
- Aquamarine (2006) – Aquamarine
- Return to Halloweentown (Brasil) (2006) – Marnie Piper-Cromwell/Splendora Cromwell
- Sleepover (2004) – Stacie
- Greetings from Tucson (2002) – Sarah Tobin
- Soldier (1998)

## Televisão
- The Beautiful Life (2009) – Raina Mayer
- Darcy's Wild Life (2004-2006) – Darcy Fields
- C.S.I
- Good Girls (2018-agora)

## Participações Especiais
- Summerland (2004) – Sarah
- Os Feiticeiros de Waverly Place (2008) – Millie
- J.O.N.A.S! (2009) – Fiona Skye

## Singles
- Connected
- Kiss Me Like you Mean It
- Here We Go Again
- I Need a Hero